# Dasyandantha cuatrecasasiana
Dasyandantha cuatrecasasiana là một loài thực vật có hoa trong họ Cúc. Loài này được (Aristeg.) H.Rob. mô tả khoa học đầu tiên năm 1993.